# Alan Kennedy
Alan Phillip Kennedy (ur. 31 sierpnia 1954 w Penshaw) – angielski piłkarz występujący na pozycji obrońcy.
W barwach Newcastle United i Liverpoolu rozegrał łącznie 409 spotkań i zdobył 24 bramki w Division One. Zadebiutował w tych rozgrywkach jako zawodnik Newcastle, 10 marca 1973 w wygranym 1:0 meczu ze Stoke City, a 17 sierpnia 1974 w wygranym 3:2 pojedynku z Coventry City strzelił swojego pierwszego gola w Division One. Jako zawodnik Liverpoolu, pięć razy zdobył z klubem mistrzostwo Anglii (1979, 1980, 1982, 1983, 1984), dwa razy Puchar Mistrzów (1981, 1984), cztery razy Puchar Ligi Angielskiej (1981, 1982, 1983, 1984) oraz trzy razy Superpuchar Anglii (1979, 1980, 1982).
W reprezentacji Anglii zadebiutował 4 kwietnia 1984 w wygranym 1:0 meczu British Home Championship z Irlandią Północną. W drużynie narodowej zagrał dwa razy.